# Râul Mur

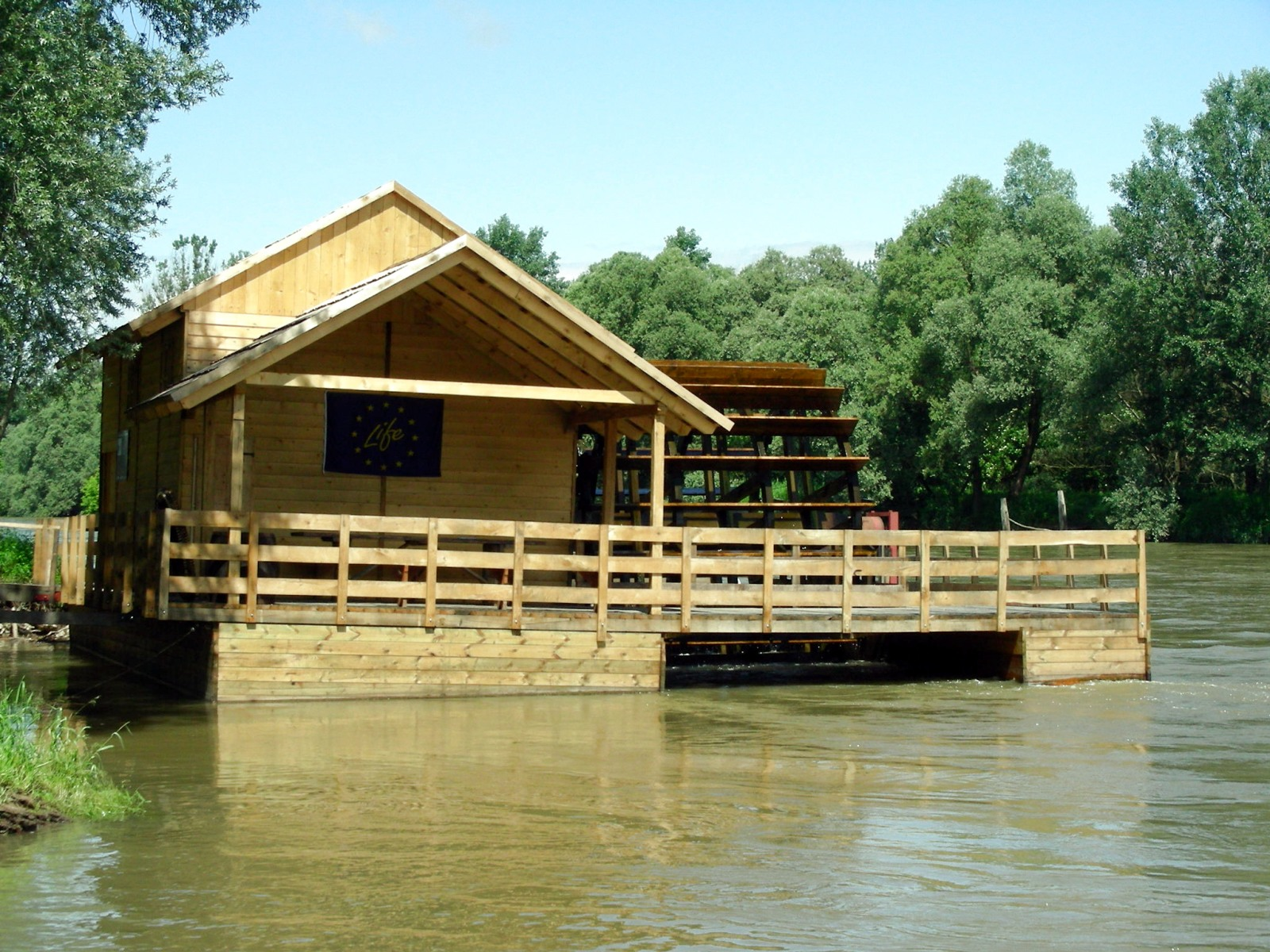
Moară pe Mur

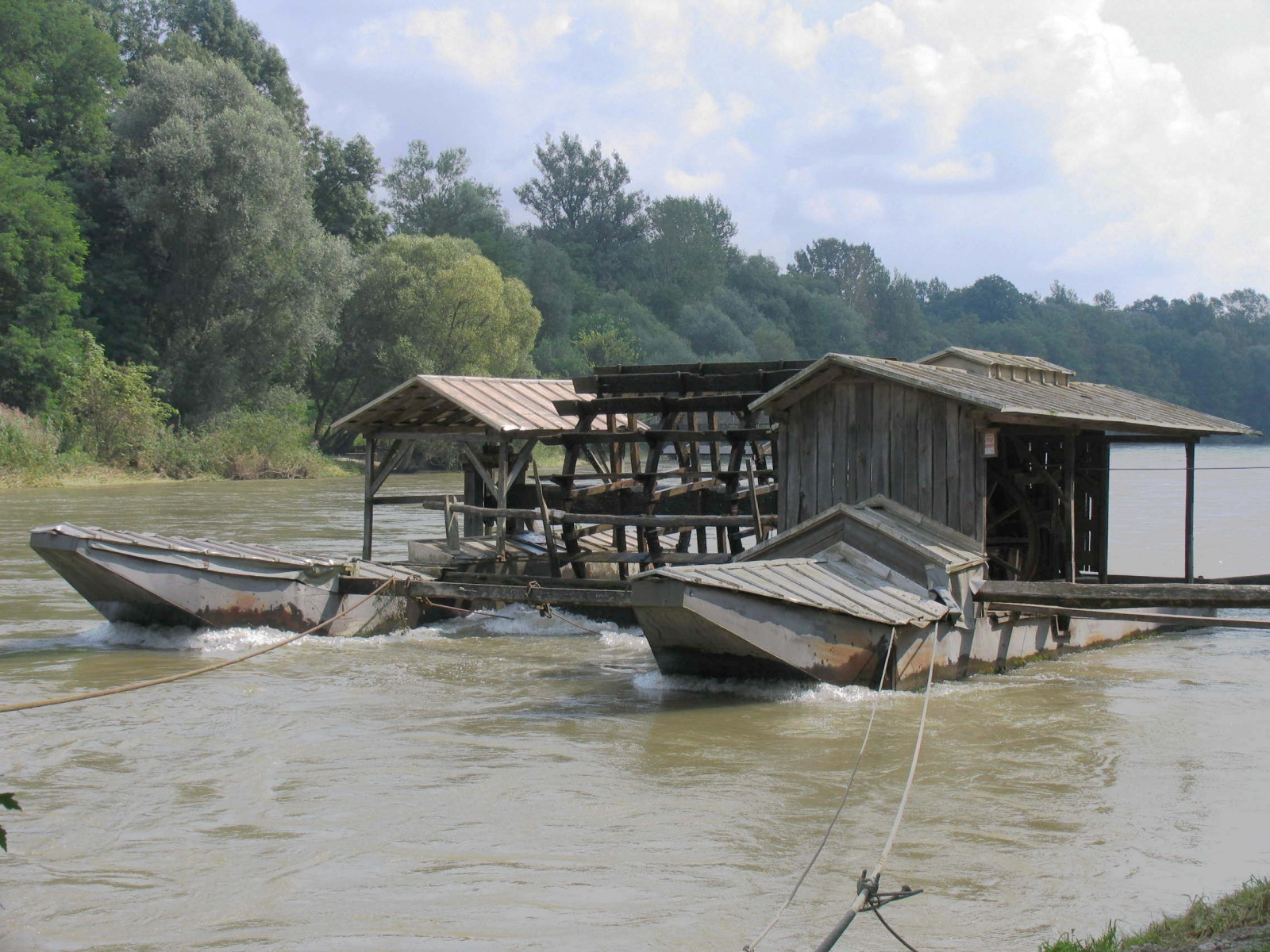
Moară mobilă pe Mur

Râul Mur (în limba slovenă sau maghiară „Mura”) este un râu care curge pe teritoriul Austriei, Sloveniei și Croației unde face graniță naturală între Croația și Ungaria. Râul își are izvorul pe muntele Murtörls (2260 m) la granița dintre munții Niedere Tauern și Hohe Tauern landul Salzburg, districtul „Tamsweg”.
Râul Mur curge prin Graz landul Steiermark și se varsă după 453 km în afluentul Dunării, râul Drava (Drau).